# Granada nos Jogos Pan-Americanos de 2023
Granada competiu nos Jogos Pan-Americanos de 2023 em Santiago, no Chile, de 20 de outubro a 5 de novembro de 2023. Foi a 10.ª aparição do país nos Jogos Pan-Americanos, que participa de todas as edições desde a edições de 1987.

## Competidores
Abaixo está a lista do número de competidores (por gênero) participando dos jogos por esporte/disciplina.
| Esporte   | Masculino | Feminino | Total |
| --------- | --------- | -------- | ----- |
| Atletismo | 1         | 2        | 3     |
| Boxe      | 2         | 0        | 2     |
| Natação   | 1         | 1        | 2     |
| Total     | 4         | 3        | 7     |